# Takano no Niigasa
Takano no Niigasa (高野新笠) (ca. 720 – 21 janvier 790) est une concubine de l'empereur Kōnin et la mère de l'empereur Kanmu. Son nom complet est Takano no Asomi Niigasa.

## Biographie
Niigasa est une fille de Yamato no Ototsugu (和乙継). Elle devient une concubine du prince Shirakabe (白壁王), petit-fils de l'empereur Tenji et donne naissance au prince Yamabe (山部王) en 737 et au prince Sawara (早良王) en 750. Le prince Shirakabe est marié à la princesse Inoe (井上内親王), une fille de l'empereur Shōmu (聖武天皇) en 744. Lorsque l'impératrice Kōken meurt en 770, Shirakabe est désigné pour lui succéder et accède au trône sous le nom d'empereur Kōnin. La princesse Inoe et son fils, le prince Osabe, sont nommés impératrice et prince héritier respectivement, en raison de la noblesse de sa naissance.
Les fils de Niigasa ne sont pas considérés comme des successeurs possibles avant 772, quand l'impératrice est soudainement dépouillée de son rang à la suite d'accusations selon lesquelles elle a maudit l'empereur. Le prince héritier, son fils, est également déshérité. Deux ans plus tard, ils sont morts. Bien que Niigasa ne devient pas impératrice, le prince Yamabe, son fils est nommé prince héritier et accède au trône en tant qu'empereur Kammu.

## Postérité
En 2001, l'empereur Akihito déclare à des journalistes : « J'ai, pour ma part, le sentiment d'une certaine parenté avec la Corée, compte tenu du fait qu'il est indiqué dans les Chroniques du Japon que la mère de l'empereur Kammu était de la lignée du roi Muryeong de Baekje ». C'est la première fois qu'un empereur japonais reconnaît publiquement du sang coréen dans la lignée impériale. Selon le Shoku Nihongi, Niigasa est un descendant du prince Junda, fils de Muryeong, décédé au Japon en 513 (Nihon Shoki chapitre 17).

## Source de la traduction
- (en) Cet article est partiellement ou en totalité issu de l’article de Wikipédia en anglais intitulé « Takano no Niigasa » (voir la liste des auteurs).